# Elysium (album de Stratovarius)
Pour les articles homonymes, voir Elysium.
Albums de Stratovarius
Polaris
(2009) Nemesis
(2013)
Singles
1. Darkest Hours
Sortie : 24 novembre 2010
2. Infernal Maze
Sortie : 24 novembre 2010

Elysium est le treizième album du groupe finlandais de power metal Stratovarius, publié le 12 janvier 2011, par Victor Entertainment.

## Liste des chansons
Les neuf pistes de cet album sont :
| No | Titre                | Durée |
| -- | -------------------- | ----- |
| 1. | Darkest Hours        | 4:11  |
| 2. | Under Flaming Skies  | 3:52  |
| 3. | Infernal Maze        | 5:33  |
| 4. | Fairness Justified   | 4:21  |
| 5. | The Game Never Ends  | 3:54  |
| 6. | Lifetime in a Moment | 6:39  |
| 7. | Move the Mountain    | 5:34  |
| 8. | Event Horizon        | 4:24  |
| 9. | Elysium              | 18:07 |